# Up 'Til Now
Up 'Til Now är Art Garfunkels sjunde soloalbum, utgivet i 28 oktober 1993. Egentligen är albumet inte ett "riktigt" nytt studioalbum eftersom den innehåller två inspelningar som funnits med på Garfunkels tidigare album (The Decree och Since I Don't Have You), samt en låt från Simon & Garfunkel första album (The Sound of Silence). Dessutom är låten Two Sleepy People tagen från soundtracket till filmen Tjejligan från året innan. Som om detta inte vore nog är låtarna All I Know och All My Love's Laughter nyinspelningar av låtar som också de varit med på två av Garfunkels tidigare album.
De nya inspelningarna är producerade av Don Grolnick & James Taylor (Crying in the Rain och It's All in the Game), Marvin Hamlisch (Just Over the Brooklyn Bridge), Art Garfunkel (One Less Holiday), Jay Landers (Two Sleepy People) och Mike Manieri (Why Worry). All I Know och All My Love's Laughter är inspelade "live" i studion och har ingen producent angiven.

## Låtlista
1. Crying in the Rain (Carole King/Howard Greenfield) (duett med James Taylor)
2. All I Know (Jimmy Webb) (ny version)
3. Just Over the Brooklyn Bridge (Marvin Hamlisch/Marilyn & Alan Bergman) (signaturen till TV-serien Brooklyn Bridge)
4. The Sound of Silence (Paul Simon) (från Simon & Garfunkel-albumet Wednesday Morning, 3 AM)
5. The Breakup (sketch inspelad för radio 1973 där Paul Simon & Garfunkel skämtar om Simon & Garfunkels uppbrott)
6. Skywriter (Jimmy Webb) (live i Royal Albert Hall april 1988)
7. The Decree (Jimmy Webb) (från Art Garfunkels & Amy Grants album The Animals Christmas Album)
8. It's All In the Game (Sigman/Davies)
9. One Less Holiday (Stephen Bishop) (inspelad samtidigt som Scissors Cut men tidigare outgiven)
10. Since I Don't Have You (J. Beaumont/J. Rock) (från Fate for Breakfast)
11. Two Sleepy People (Frank Loesser/Hoagy Carmichael)
12. Why Worry (Mark Knopfler)
13. All My Love's Laughter (Jimmy Webb) (ny version)